# Giuseppe Preci
Giuseppe Preci (Montalto, 1883 – Montalto, 23 maggio 1945) è stato un presbitero italiano, parroco di Montalto nell'arcidiocesi di Modena.
Montalto, chiamata anche Montalto di Zocca, è una piccola frazione del comune di Montese sull'Appennino modenese, tanto piccola da dipendere ecclesiasticamente da Semelano, altra frazione di Montese. Tuttavia il 23 luglio 1939 l'arcivescovo di Modena, il cappuccino Giuseppe Antonio Ferdinando Bussolari, la eresse in parrocchia autonoma nominandone prevosto don Giuseppe Preci, nativo del luogo.
Pochi anni dopo il piccolo centro si trovò direttamente coinvolto nella seconda guerra mondiale perché proprio su quei crinali appenninici correva la cosiddetta Linea Gotica, approntata dai tedeschi per sbarrare la strada della Val Padana all'avanzata delle truppe alleate. Dall'autunno del 1944 fino alla metà di aprile 1945 le operazioni militari investirono la zona con cannoneggiamenti, incursioni aeree e bombardamenti pressoché quotidiani con il loro tragico strascico di morti e distruzioni. Don Preci si prodigò per alleviare le sofferenze dei propri parrocchiani, ma dovette ricorrere a sua volta alla generosità dei fedeli perché si ritrovò con la canonica praticamente distrutta: lui e la sua perpetua furono allora ospitati in casa dei coniugi Bononcini.
Alla porta di quella casa la sera del 23 maggio 1945, a Liberazione ormai avvenuta, vennero a bussare Giuseppe Galluzzi e Ivo Zanni chiedendo che il parroco andasse a portare i conforti religiosi a un moribondo. I due riuscirono a convincere il sacerdote, piuttosto riluttante, consentendogli di farsi accompagnare dalla sua domestica, Teresa Tamburini. Il gruppo si avviò con il Galluzzi in testa e lo Zanni in coda ma, dopo circa trecento metri, quest'ultimo estrasse una pistola ed esplose alcuni colpi alla nuca di don Preci uccidendolo. Quindi i criminali minacciarono di morte anche la Tamburini e la seguirono ritornando alla casa, dove fecero razzia di gioielli (ex voto), calici preziosi, un ostensorio d'oro e denaro, di cui lasciarono 30 000 lire ai coniugi Bononcini e altrettanti alla Tamburini per comprarne il silenzio. La salma del parroco venne rinvenuta l'indomani mattina nei pressi della chiesa, i suoi assassini invece soltanto quattro anni dopo.
Nell'agosto del 1949, infatti, la Tamburini decise di liberarsi la coscienza e rivelò i nomi dei responsabili dell'uccisione permettendo così alla questura di Modena di chiudere le indagini con l'arresto degli omicidi. Il 5 febbraio 1951 Giuseppe Galluzzi, Amilcare Lucchi e Ivo Zanni furono condannati in primo grado per omicidio premeditato alla pena di diciotto anni di reclusione. La sentenza venne confermata il 4 aprile 1952 dalla Corte d'assise d'appello di Firenze e i successivi ricorsi degli imputati furono respinti dalla Cassazione. Va annotato che la pena di diciotto anni fu raggiunta in seguito alla concessione di generose attenuanti, che tredici anni furono subito condonati e che gli ulteriori condoni rimisero gli assassini in libertà. Nondimeno, per la prima volta in Emilia, fu riconosciuta ufficialmente la responsabilità di ex partigiani comunisti per l'omicidio di un sacerdote.
L'uccisione di don Preci fu infatti uno dei numerosi episodi di violenza subiti dagli esponenti del mondo cattolico in Emilia-Romagna fra il 1945 e il 1949 e attribuiti a militanti del Partito Comunista Italiano. Nella fattispecie il movente accertato dal tribunale fu «l'odio antireligioso», unito a quello della rapina poiché gli assassini cercavano «una forte somma di denaro incassata dal parroco per la vendita di alcuni capi di bestiame».